# Откритие Арена
Откритие Арена е футболен стадион в Москва, на който играе московският Спартак. Част е от кандидатурата на Русия за Мондиал 2018.
Строежът започва през ноември 2006 година и първоначално се очаква да е завършен през 2012 година, но по-късно срокът е удължен до 2014. Цената на проекта е 150 милиона евро. Това е първият собствен стадион на Спартак Москва. Отборът никога не е играл домакинските си мачове на свое съоръжение. Стадионът е официално открит на 5 септември 2014 г. с приятелски мач между Спартак и Цървена Звезда.